# L'atemptat
L'atemptat (títol original en francès : L'Attentat ) és una pel·lícula francesa dirigida per Yves Boisset el 1972. Ha estat doblada al català. El film s'inspira en l'assumpte Ben Barka.

## Argument
Sadiel, líder progressista i membre de l'oposició en un país mediterrani, és exiliat a Suïssa per escapar al règim autoritari del seu país. Una maquinació s'ha organitzat per fer-lo anar a París, per tal d'interrogar-lo i eliminar-lo. L'assumpte és orquestrat per un membre important de la classe política francesa. Els Serveis secrets cooperen amb Kassar, Ministre de l'Interior del país en qüestió. Malgrat la resistència tardana d'un dels membres del complot i els esforços d'un policia íntegre, el tema anirà fins al final.

## Repartiment
- Jean-Louis Trintignant: François Darien
- Michel Piccoli: Coronel Kassar
- Jean Seberg: Edith Lemoine
- Gian Maria Volontè: Sadiel
- Michel Bouquet: Mè Lemperador
- Bruno Cremer: Mè Bourdier
- Daniel Ivernel: Antoine Aconetti
- Philippe Noiret: Pierre Garcin
- François Périer: Rouannat
- Roy Scheider: Michael Howard
- Karin Schubert: Sabine
- Nigel Davenport
- Jacques François
- Jean Bouise
- Denis Manuel: Azam
- Marc Mazza
- Jacques Richard
- Jean Bouchaud